# Steven Da Costa
Steven Da Costa (Mont-Saint-Martin, 23 de janeiro de 1997) é um carateca francês, campeão olímpico.

## Carreira
Em 2018, conquistou seu primeiro título em mundiais a vencer o brasileiro Vinicius Figueira por 6–5 na final da até 67 kg em Madrid. Obteve a medalha de ouro nos Jogos Olímpicos de Verão de 2020 em Tóquio, após confronto na decisão contra o turco Eray Şamdan na modalidade kumite masculina até 67 kg. Em 2021, foi novamente campeão mundial dessa categoria em Dubai.
Em 2023, ganhou seu terceiro título em mundiais, derrotando o montenegrino Nenad Dulović na final por 5–3 na final da até 67 kg em Budapeste.